# Pablo Vitti
Pablo Vitti est un footballeur argentin né le 9 juillet 1985 à Rosario. Il évolue au poste d'attaquant.
Vitti faisait partie de l'équipe d'Argentine des moins de 20 ans qui a gagné la coupe du monde de FIFA 2005 en Hollande. Vitti a commencé sa carrière au CA Rosario Central. Il a transformé sa percée en équipe première de canallas en 2004, où il était un buteur cohérent et a été récompensé avec le numéro 10. Vitti a été considéré comme un des jeunes les plus prometteurs dans la première division argentine.

## Sélections
- 3 sélections et 0 but avec l'Argentine -20 ans en 2005.